# Sleeping Dogs (jeu vidéo)
Pour les articles homonymes, voir Sleeping Dogs (homonymie).
Sleeping Dogs est un jeu vidéo d'action en monde ouvert avec vue à la troisième personne. Développé par United Front Games et édité par Square Enix et Namco Bandai Games, le jeu est sorti en 2012 sur PlayStation 3, Xbox 360 et Windows.  Une version mise à jour comprenant tous les contenus téléchargeables préalablement mis en ligne, titrée Sleeping Dogs: Definitive Edition, sorti sur PC, PlayStation 4 et Xbox One en 2014.
Sleeping Dogs prend place à Hong Kong et met en scène un agent de police infiltré dans une triade locale, le tout dans une ambiance de polar.
Durant les six mois qui suivent la sortie du jeu, plusieurs contenus téléchargeables sortent, la plupart apportant des costumes, armes ou véhicules, tandis que trois d'entre eux servent à enrichir l'histoire.
Globalement, le titre reçoit des critiques positives de la part de la presse spécialisée. Malgré tout, en mars 2013, le jeu s'est vendu à 1.75 millions de copies, ce qui est considéré comme un échec par le studio. Un deuxième volet était en préparation mais a été annulé fin 2013, tandis que le dérivé Triad Wars est entré en bêta test en 2015, avant de voir ses serveurs fermés en début d'année 2016.
Une version remastérisée du jeu, titrée Sleeping Dogs: Definitive Edition, sort en octobre 2014 sur Windows, PlayStation 4 et Xbox One. Elle propose des graphismes et un gameplay rehaussés, un changement de la qualité audiovisuelle et des paramètres basés sur les commentaires de la communauté. Le jeu est également porté sous macOS le 31 mars 2016 par Feral Interactive.
Une adaptation cinématographique est en préparation, avec Donnie Yen dans le rôle principal.

## Trame

### Toile de fond et personnages
Le jeu se déroule dans la ville de Hong Kong et ses quatre quartiers : North Point (en), Kennedy Town (en), Aberdeen et Central,.
Sleeping Dogs met en scène Wei Shen (Will Yun Lee), un ancien policier du San Francisco Police Department qui est originaire de Hong Kong,. Transféré à la police de Hong Kong, il doit, grâce à l'aide de l'inspecteur Pendrew (Tom Wilkinson) et Raymond Mak (Byron Mann), infiltrer la triade Sun On Yee dirigée par Oncle Po (James Hong),,,. Shen arrive à s'infiltrer au sein de gang via son ami d'enfance Jackie Ma (Edison Chen), devenant par la suite un des hommes de confiance de Winston Chu (Parry Shen (en)), une des pontes de la triade. Shen fait également la rencontre d'autres boss de la Triade, à savoir « Broken Nose » Jiang (Elizabeth Sung (en)) et Henry « Big Smile » Lee (Tzi Ma),.
Parmi les autres personnages secondaires, on trouve l'inspectrice Jane Teng (Kelly Hu), la fiancée de Winston, Peggy Li (Lindsay Price), le brad droit de Winston, Conroy Wu (Robin Shou), Sonny Wo (Chin Han), la chanteuse Vivienne Lu (Lucy Liu), ou encore les différentes copines de Shen, comme Amanda Cartwright (Emma Stone), Not Ping (Celina Jade) et Sandra (Steph Song (en)),.

### Résumé
Arrivé à San Francisco en provenance de Hong Kong à l'âge de dix ans avec sa mère (Margaret Shen) et sa sœur (Mimi Shen), Wei Shen, 28 ans, travaille désormais en tant qu'agent infiltré. Après un malentendu pendant lequel il a été emprisonné, Wei revient alors à Hong-Kong en ayant pour mission de démanteler les Sun On Yee, très réputés pour leur violence extrême et pour leurs adeptes du kung-fu et du parkour. Les Sun On Yee sont, dans le jeu vidéo, divisés en plusieurs sous-groupes comme le « Water Street Gang » dirigé par le Bâton Rouge (紅棍) — chef opérationnel — Winston Chu et le « gang de Jade » dirigé par un certain Sam « Dogeyes » Lin.
Jackie Mah, un ancien ami de Wei, lui présente Winston du « Water Street Gang ». Au fur et à mesure des missions, Winston accordera, avec ses compagnons, un statut grandissant à Wei. Mais un des leurs, « Big Smile » Lee, était le seul en désaccord avec cette décision. Lee deviendra alors fou de rage et tentera de tuer tout le monde, y compris les autres Bâtons Rouge. Voyant tous ses amis et collègues mourant autour de lui, Wei n'a d'autre choix que d'abattre « Big Smile » Lee. Après tous ces drames, Wei restera à Hong Kong en réintégrant la police. Cependant, ce sera au prix d'une dégradation en simple agent de la circulation, ses méthodes étant vues comme excessives par ses supérieurs. Il bénéficiera également de la pitié des Sun On Yee dont la nouvelle tête du dragon, "Broken Nose" Jiang donnera l'ordre à ses hommes de laisser Wei en paix en reconnaissance pour son aide passé. Elle ira par ailleurs jusqu'à lui envoyer les preuves dont il a besoin afin de faire condamner son ancien supérieur, Thomas Pendrew pour meurtre et corruption après que ce dernier n'ait tenté de le faire tuer par "Big Smile" Lee en brisant sa couverture, le jugeant comme devenu "trop proche des triades".
Quelque temps plus tard, une secte terroriste tente un attentat pendant le nouvel an chinois. Wei parvient à déjouer leurs plans et à arrêter leur maître juste quand minuit sonne, commençant la nouvelle année et montrant au passage leurs croyances selon lesquelles l'apocalypse viendrait à ce moment précis comme fausses. Un exploit qui lui vaut vraisemblablement d'être rétabli à son ancien rang.

## Système de jeu

### Généralités
Basé sur le modèle du monde ouvert, le joueur est libre de sa progression. Il peut suivre l'histoire sans s'embarrasser des missions annexes, ou prendre le temps de parcourir le terrain de jeu à sa guise. Le joueur peut se déplacer à pied ou grâce à un véhicule terrestre ou nautique, acheté ou volé, ainsi qu'en taxi moyennant finance,,. Les véhicules permettent d'écouter les diverses stations de radio.
Ayant un gameplay diversifié, le jeu propose des phases d'infiltration, de crochetage, de piratage ou encore de course-poursuite à pied ou en voiture,. Pour ces dernières, le joueur peut tirer au volant et sauter d'un véhicule à l'autre pour prendre la place du conducteur.

### Combats
L'action est ressentie principalement par la dynamique travaillée des combats d'arts martiaux, avec un système de combo et de contre,. Il est également possible d'utiliser certains objets pour attaquer, tel un couteau ou un tuyau, ainsi qu'interagir avec le décor après avoir au préalable attrapé un ennemi,,.
Le jeu propose également des phases de fusillade, avec la possibilité de se mettre à couvert (en) et d'entrer dans un mode bullet time qui s'active en enjambant des tables ou divers objets tout en visant,.
Pour regagner de la santé, le joueur peut acheter de la nourriture et des boissons à des vendeurs ou des machines.

### Compétences et activités
Le jeu incorpore des éléments de jeu de rôle via son système de points d'expérience divisé en trois, Police, Triade et Face, chacun ayant son propre arbre de compétences,. Pour les deux premiers, ils sont généralement en lien avec les missions, le premier évoluant en fonction de la gestion des innocents et des dommages faits aux biens privés, et permet d'améliorer ses armes et sa manière de conduire,. Triade invite à brutaliser ses ennemis du mieux possible et permet d'améliorer ses compétences au combat et ses armes de mêlée,. Afin d'augmenter sa face et glaner des bonus, le joueur peut rendre des services aux citoyens, prendre part à des courses illégales, faire un karaoké, ou aller dans un salon de massage,. Il est également possible de connaitre de nouveaux coup en retrouvant des statues en jade.
L'achat de vêtements permet d'avoir certains bonus. Pour amasser de l'argent, il est également possible de parier sur des combats de coqs ou de jouer au mah-jong. Plusieurs sanctuaires sont parsemés à travers la ville et permettent d'améliorer sa santé. Il en est de même pour coffres bleus qui permettent quant à eux de débloquer de nouveaux vêtements. Il est également possible de sortir avec plusieurs femmes, ces dernières permettent principalement de débloquer de nouveaux éléments.
Bien qu'étant une aventure entièrement en solo, le jeu propose un tableau de classement afin de comparer son score avec d'autres joueurs.

## Distribution des voix
- Will Yun Lee : Wei Shen
- Kelly Hu : l'inspecteur Teng
- Edison Chen : Jackie Mah
- Byron Mann : Raymond Mak / « le Grêlé » (Pockmark Cheuk)
- Tom Wilkinson : l'officier supérieur Thomas Pendrew
- Parry Shen : Winston Chu
- Robin Shou : Conroy Wu / Roland Ho
- James Hong : David Wa-Lin Po, dit « Oncle Po » (Uncle Po)
- Elizabeth Sung : « Nez cassé » Jiang (Broken Nose Jiang)
- Tzi Ma : Henry « Big Smile » Lee
- Ian Anthony Dale : Ricky Wong
- Chin Han : Sonny Wo
- Yunjin Kim : Tiffany Kim
- Lucy Liu : Vivienne Lu
- Irene Tsu : Mme Chu
- Terence Yin : Ming

## Développement
Abandonné par Activision en tant que True Crime: Hong Kong, licenciant les 2/3 du personnel au passage, le projet est repris par Square Enix en 2011,.
Le 8 février 2012, Square Enix annonce que le titre prend le nom de Sleeping Dogs, la licence True Crime (en) appartenant toujours à Activision .
L'équipe est aidée par Georges St-Pierre pour les phases de combat à mains nues inspirées du MMA et du kung-fu très présentes dans le jeu.

## Bande-son
La bande son de Sleeping Dogs peut être entendue via les stations de radios disponibles dans chaque véhicule.
En tout il existe 10 radios aux ambiances musicales variées.
- Boosey & Hawkes : musique classique
- Daptones Radio : funk, soul
- Kerrang! Radio : rock indépendant
- Ninja Tune Radio : musique électronique
- Real FM : hip-hop
- Roadrunner Records : heavy metal
- Sagittarius FM : rock, new wave
- Warp Radio : musique électronique
- H-KLUB Radio : hip-hop de Hong Kong
- Softly

Sleeping Dogs propose également 8 musiques supplémentaires via les karaokés accessibles en ville : Reelin' in the Years (en) (1973) de Steely Dan, Bad Case of Loving You (en) (1978) de Robert Palmer, I Fought the Law (1979) de The Clash, All Out of Love (1980) de Air Supply, I Ran (So Far Away) (1982) de A Flock of Seagulls, Girls Just Want to Have Fun (1983) de Cyndi Lauper, Hit Me with Your Best Shot Pat Benatar et Take On Me (1985) de A-ha.
La chanson thème du jeu est Sleepwalking composée par Photek featuring Linche.

## Accueil

### Accueil critique
Selon l'agrégateur de critiques Metacritic, le titre reçoit en général un retour positif de la part des critiques professionnelles,,.

### Ventes
En mars 2013, Square Enix annonce que le jeu s'est vendu à environ 1.75 millions de copies, et que ce résultat est considéré comme un échec, à l'instar de ceux Hitman: Absolution (2012) et Tomb Raider (2013). Ces mauvais résultats entrainent une perte historique pour le studio, de près de 105 millions de dollars pour l'année fiscal de 2013.

## Postérité

### Contenus téléchargeables
En août 2012, Square Enix annonce plusieurs contenus téléchargeables prévus sur une période de six mois.

#### Cauchemar à North Point
Dans cette première extension du jeu, l'aventure prend place dans le quartier de North Point et rend hommage aux films d'horreur et aux contes chinois. Une horde de jiangshis a envahi la ville et le terrible Smiley Cat, tout droit revenu de l'enfer, a décidé de reprendre le contrôle sur les triades. Wei Shen part à sa poursuite après que sa petite amie se soit faite enlever.

#### Le Tournoi du Zodiaque
Le Tournoi du Zodiaque sort le 18 décembre 2012. Dans ce contenu téléchargeable scénarisé, Wei Shen est invité par un riche homme d'affaires sur une île secrète près des côtes de Hong Kong. À son arrivée sur l'île il constate qu'il n'est pas seul, l'homme d'affaires a invité les meilleurs combattants du monde pour venir s'affronter dans ce qui est censé être un tournoi d'arts martiaux.
Il s'agit d'un hommage direct à plusieurs films de  kung-fu, dont film Opération Dragon avec Bruce Lee,

#### L'Année du Serpent
Ce troisième contenu téléchargeable scénarisé, prend  place directement après la fin du scénario principal, Wei Shen est relégué à la circulation pour avoir fait payer une fortune de frais de dégâts à la police de Hong Kong. Mais son quotidien va être bouleversé par l'arrivée d'une mystérieuse secte terroriste bien décidée à accélérer la fin du monde.

### Édition limitée
- Pack GSP : porter la tenue complète de Georges "Rush" St Pierre, champion de l’UFC, débloque son coup de poing sauté et augmente les dégâts de projection au corps à corps.
- Pack Protection Policière : une mission exclusive ainsi qu'une tenue du Swat améliorée, une voiture de police et un fusil d'assaut exclusif.
- Pack Martial Arts : une mission et une tenue exclusive qui augmente les dégâts au corps à corps.

### Version remastérisée
Une version remastérisée du jeu intitulée Sleeping Dogs: Definitive Edition incluant tous les contenus téléchargeables (L'Année du Serpent, Le Tournoi du Zodiaque et Cauchemar à North Point) est sortie le 10 octobre 2014 sur PlayStation 4, Xbox One et Windows. Le jeu sort également sur macOS le 31 mars 2016. Feral Interactive est chargé de ce portage.

### Suite annulée
Une suite au jeu était prévue, mais a été annulée fin 2013.

### Spin-off
Un jeu spin-off du jeu nommé Triad Wars était en développement par United Front Games. Annoncé en 2013, une bêta fermée du jeu est proposée en 2015, avant la fermeture définitive des serveurs début 2016.

### Adaptation cinématographique
Une adaptation cinématographique avec Donnie Yen dans le rôle principal est en préparation.

### Critiques
1. 1 2 3 4 5 6 7 8  (en) Colin Moriarty, « Sleeping Dogs Review », ign.com, 14 août 2012 (consulté le 3 juillet 2022)
2. 1 2 3 4 5 6 7 8  « Test de Sleeping Dogs », Jeuxvideo.com, 23 août 2012 (consulté le 3 juillet 2022)
3. 1 2 3  « Test de Sleeping Dogs », Gamekult.com, 17août 2012 (consulté le 3 juillet 2022)
4. 1 2 3 4 5 6 7 8 9 10  (en) Carolyn Petit, « Sleeping Dogs Review », Gamespot.com, 4 octobre 2013 (consulté le 3 juillet 2022)
5. ↑  « Test de Sleeping Dogs », 20minutes.com, 30 août 2012 (consulté le 3 juillet 2022)
6. 1 2  (en) « Sleeping Dogs Review », Gamesradar.com, 16 août 2012 (consulté le 3 juillet 2022)
7. 1 2 3 4  (en) Dan Whitehead, « Test de Sleeping Dogs », Eurogamer.com, 14 août 2012 (consulté le 3 juillet 2022)
8. 1 2  « Sleeping Dogs for PC Reviews » [archive du 18 septembre 2019], Metacritic (consulté le 31 mars 2020)
9. 1 2  « Sleeping Dogs for PlayStation 3 Reviews » [archive du 19 août 2012], Metacritic (consulté le 14 août 2012)
10. 1 2  « Sleeping Dogs for Xbox 360 Reviews » [archive du 20 août 2012], Metacritic (consulté le 14 août 2012)
11. ↑  « Sleeping Dogs: Definitive Edition for PlayStation 4 Reviews » [archive du 1er septembre 2015], Metacritic (consulté le 9 août 2015)
12. ↑  « Sleeping Dogs: Definitive Edition for Xbox One Reviews » [archive du 9 septembre 2015], Metacritic (consulté le 9 août 2015)